# Mharal Bk
Mharal Bk es una  ciudad censal situada en el distrito de Thane en el estado de Maharashtra (India). Su población es de 29462 habitantes (2011). Se encuentra a orillas del río Ulhas, a 31 km de Thane y a 53 km de Bombay.

## Demografía
Según el censo de 2011 la población de Mharal Bk era de 29462 habitantes, de los cuales 15788 eran hombres y 13674 eran mujeres. Mharal Bk tiene una tasa media de alfabetización del 83,35%, superior a la media estatal del 82,34%: la alfabetización masculina es del 88,99%, y la alfabetización femenina del 76,74%.